# Chiesa di Nostra Signora Assunta (Rossiglione)
La chiesa di Nostra Signora Assunta è un luogo di culto cattolico situato nella borgata di Rossiglione Inferiore, in piazza Gaetano Viotti, nel comune di Rossiglione nella città metropolitana di Genova. La chiesa è sede della zona pastorale Ovadese-Genovese della diocesi di Acqui.

## Storia

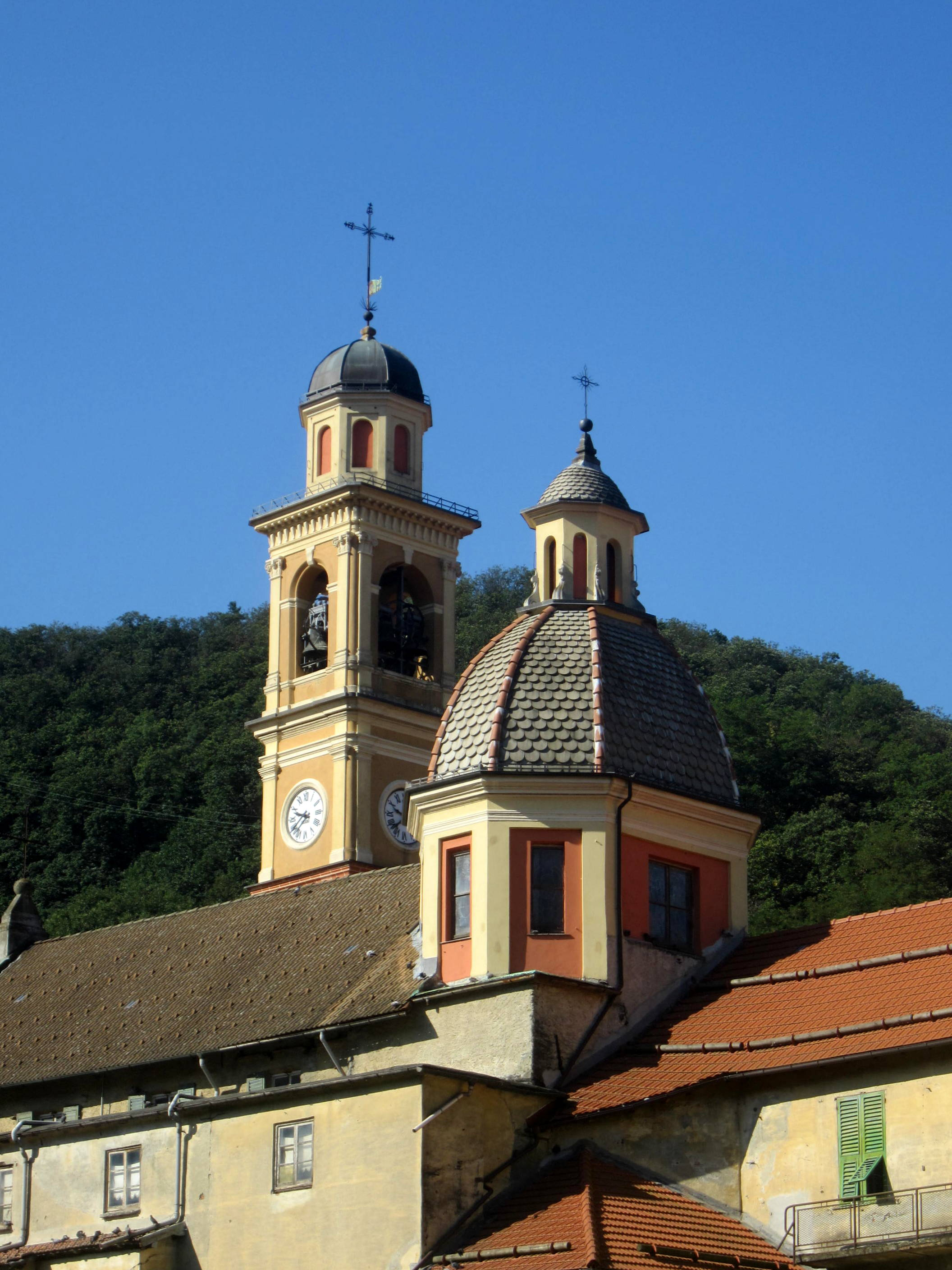
Il campanile e la cupola

La chiesa parrocchiale, originariamente dedicata a santa Maria, fu citata per la prima volta in un antico documento risalente al 27 luglio del 1301. La nuova struttura fu edificata verso la fine del XVI secolo demolendo il preesistente edificio medievale; la nuova chiesa venne menzionata già nel 1577 in occasione di una visita apostolica.
La chiesa fu solennemente consacrata nel 1609 così come attesta un'iscrizione murata all'interno; per l'occasione fu ricavata sotto l'altare maggiore una piccola cripta dedicata a san Carlo Borromeo.
Il 2 febbraio del 1887 a seguito di scosse telluriche la struttura subì danneggiamenti al perimetro murario tanto che nel 1891 si commissionarono nuovi lavori di restauro; Giovanni Campora, noto studioso dell'arte e dell'architettura, ne assunse la direzione.
Fu innalzata la navata destra, il rifacimento completo della facciata e si procedette alla conservazione dei muri danneggiati dal terremoto su progetto degli architetti Marco Aurelio Crotta e Giovanni Battista Minetti; i lavori eseguiti da Giovanni Battista Pastorino si protrassero fino al 1893. Proprio durante gli scavi, necessari per la base della nuova struttura, furono rinvenute nei sotterranei centinaia di tombe nonché un vasto cimitero lungo la navata destra.

## Descrizione

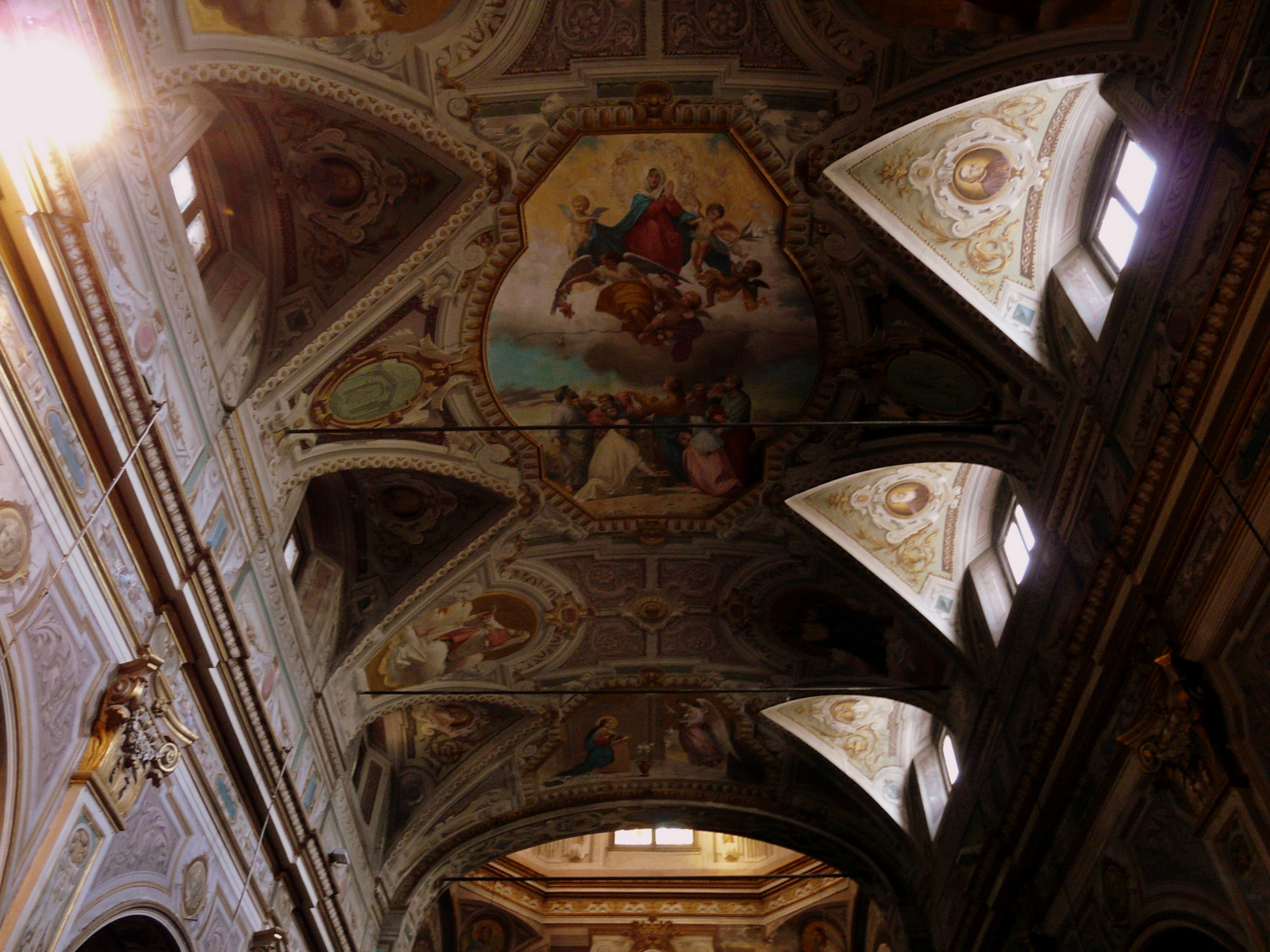
Le decorazioni pittoriche della copertura interna

Dell'antica struttura medievale è stato conservato fino ad oggi metà di un arco in pietra a sesto acuto, databile dagli storici al XII secolo, appartenente al portale del preesistente edificio. Realizzato con pietra locale, l'arco ogivale - tipologia molto rara sul territorio - potrebbe essere stato realizzato su modello dell'antica Abbazia di Santa Maria alla Croce di Tiglieto. Esternamente presenta un porticato su scalinata con tre portali d'ingresso in corrispondenza delle tre navate interne.
Il presbiterio comprende due cappelle comunicanti, distinguendosi per questo motivo da altri edifici, sulla cui sommità sovrasta la cupola elevata su un alto tamburo poligonale a lati irregolare. Gli interni sono stati decorati dal pittore Domenico Buscaglia.
All'interno sono conservate diverse opere scultoree tra le quali un gruppo ligneo raffigurante l'Assunta opera realizzata nel 1720 dallo scultore genovese Nicolò Tassara da Voltri. È inoltre conservata la cassa processionale realizzata dai fratelli Montecucco nel 1866 e ritraente il Transito di san Giuseppe.